# Buccinum cyaneum
Buccinum cyaneum là một loài ốc biển cỡ trung bình, là động vật thân mềm chân bụng sống ở biển trong họ Buccinidae.